# Scooby-Doo és (sz)társai
A Scooby-Doo és (sz)társai (eredeti cím: Scooby-Doo and Guess Who?) 2019 és 2021 között vetített amerikai televíziós 2D-s számítógépes animációs sorozat. A zenéjét Steven Morrell és Adam Berry szerezték. Az animációs játékfilmsorozat producere Chris Bailey. A tévéfilmsorozat a Warner Bros. Animation, a Hanna-Barbera és a Yeson Entertainment gyártásában készült, a Warner Bros. Television Distribution forgalmazásában jelent meg. Műfaja filmvígjáték-sorozat és misztikus filmsorozat. A sorozatot Amerikában 2019. június 27-én kezdte el vetíteni a Cartoon Network. Magyarországon a Boomerang vetíti 2019. október 7-től.

## Ismertető
A sorozat hasonló tematikát követ, mint az 1972-73 között futott Scooby-Doo újabb kalandjai abban a tekintetben, hogy a Rejtély Rt. csapata minden epizódban összefut egy rejtély felderítésének erejéig egy híres kitalált szereplővel (például Flashsel, Batmannel, Sherlock Holmesszal), vagy egy valóban létező, híres színésszel vagy humoristával (például Mark Hamill-lel, Steve Buscemivel vagy Jason Sudeikis-szel), és esetenként a rejtélyt okozó szörny álcája alól is egy ismert kitalált figura kerül elő. Hasonlóan a klasszikussá vált sorozathoz, az élő személyek eredeti szinkronhangja a valódi világbeli ihletőjük. A régi szériához képest eltérés a rövidebb játékidő, míg ott negyvennégy, ebben a sorozatban egy epizód hossza körülbelül huszonkét percet tesz ki.

## Szereplők

### Főszereplők
| Szereplő      | Eredeti hang    | Magyar hang            |
| ------------- | --------------- | ---------------------- |
| Scooby-Doo    | Frank Welker    | Melis Gábor            |
| Fred Jones    | Frank Welker    | Bódy Gergely           |
| Fred Jones    | Frank Welker    | Járai Máté (ének)      |
| Bozont Rogers | Matthew Lillard | Fekete Zoltán          |
| Diána Blake   | Grey DeLisle    | Hámori Eszter          |
| Diána Blake   | Grey DeLisle    | Csuha Bori (ének)      |
| Vilma Dinkley | Kate Micucci    | Madarász Éva           |
| Vilma Dinkley | Kate Micucci    | Andrádi Zsanett (ének) |

### Sztárvendégek
| Szereplő            | Eredeti hang        | Magyar hang           |
| ------------------- | ------------------- | --------------------- |
| Chris Paul          | Chris Paul          | Orosz Gergő           |
| Abraham Lincoln     | John DiMaggio       | Gubányi György István |
| Alton Brown         | Alton Brown         | Gubányi György István |
| Wanda Sykes         | Wanda Sykes         | Kocsis Mariann        |
| Whoopi Goldberg     | Whoopi Goldberg     | Kocsis Mariann        |
| Sherlock Holmes     | Ian James Corlett   | Jakab Csaba           |
| Ricky Gervais       | Ricky Gervais       | Turi Bálint           |
| Jim Gaffigan        | Jim Gaffigan        | Turi Bálint           |
| Jeff Foxworthy      | Jeff Foxworthy      | Turi Bálint           |
| Csodanő             | Rachel Kimsey       | Haffner Anikó         |
| Penn Jillette       | Penn Jillette       | Sótonyi Gábor         |
| Batman              | Kevin Conroy        | Sótonyi Gábor         |
| Teller              | Teller              | Kapácsy Miklós        |
| Jeff Dunham         | Jeff Dunham         | Kapácsy Miklós        |
| Steve Urkel         | Jaleel White        | Szalay Csongor        |
| “Weird Al” Yankovic | “Weird Al” Yankovic | Pál Tamás             |
| Sia                 | Sia                 | Andrádi Zsanett       |
| Kate Micucci        | Kate Micucci        | Andrádi Zsanett       |
| Kenan Thompson      | Kenan Thompson      | Elek Ferenc           |
| Mark Hamill         | Mark Hamill         | Holl Nándor           |
| Sean Astin          | Sean Astin          | Holl Nándor           |
| Barry Allen / Flash | Charlie Schlatter   | Szabó Máté            |
| George Takei        | George Takei        | Koncz István          |
| Halsey              | Halsey              | N/A                   |
| Steve Buscemi       | Steve Buscemi       | Kassai Károly         |
| Darci Lynne Farmer  | Darci Lynne Farmer  | Hermann Lilla         |
| Dusk                | Jane Wiedlin        | Hermann Lilla         |
| Maddie Ziegler      | Maddie Ziegler      | Pekár Adrienn         |
| Thorn               | Jennifer Hale       | Pekár Adrienn         |
| Chloe Kim           | Chloe Kim           | Pekár Adrienn         |
| Malcolm McDowell    | Malcolm McDowell    | Orosz István          |
| Luna                | Kimberly Brooks     | Csuha Bori            |
| Christian Slater    | Christian Slater    | Dózsa Zoltán          |
| Christian Slater    | Christian Slater    | Szabó Máté (énekhang) |
| Bill Nye            | Bill Nye            | Imre István           |
| Neil deGrasse Tyson | Neil deGrasse Tyson | Barbinek Péter        |
| Kacey Musgraves     | Kacey Musgraves     | Laudon Andrea         |
| Gigi Hadid          | Gigi Hadid          | Laudon Andrea         |
| Morgan Freeman      | Morgan Freeman      | Kertész Péter         |
| Kristen Schaal      | Kristen Schaal      | Pupos Tímea           |
| Joey Chestnut       | Joey Chestnut       | N/A                   |
| Tim Gunn            | Tim Gunn            | N/A                   |
| Tara Lipinski       | Tara Lipinski       | Györfi Laura          |
| Laila Ali           | Laila Ali           | N/A                   |
| Liza Koshy          | Liza Koshy          | Nagy Katica           |
| Macklemore          | Macklemore          | Posta Victor          |
| Sandy Duncan        | Sandy Duncan        | Sági Tímea            |
| Alex Trebek         | Alex Trebek         | Kárpáti Levente       |
| Axl Rose            | Axl Rose            | Harcsik Róbert        |
| Jason Sudeikis      | Jason Sudeikis      | Dózsa Zoltán          |
| Lucy Liu            | Lucy Liu            | Kökényessy Ági        |
| Jessica Biel        | Jessica Biel        | Pikali Gerda          |
| Cher                | Cher                | Détár Enikő           |
| Billy Dee Williams  | Billy Dee Williams  | Kisfalusi Lehel       |
| Matthew Lillard     | Matthew Lillard     | Kisfalusi Lehel       |
| Terry Bradshaw      | Terry Bradshaw      | Galbenisz Tomasz      |
| Run tiszteletes     | Reverend Run        | Tokaji Csaba          |
| Kék Sólyom          | David Kaye          | Maday Gábor           |
| Robokuty            | Frank Welker        | Baráth István         |
| Frank Welker        | Frank Welker        | Berzsenyi Zoltán      |
| Carol Burnett       | Carol Burnett       | Erdős Borcsa          |
| Grey DeLisle        | Grey DeLisle        | Böhm Anita            |

### További szereplők
| Szereplő                         | Eredeti hang                          | Magyar hang           |
| -------------------------------- | ------------------------------------- | --------------------- |
| Alfred Pennyworth                | Stewen Webber                         | Jakab Csaba           |
| régiségbolt tulaja               | JB White                              | Jakab Csaba           |
| Urkel-bot                        | Jaleel White                          | Szalay Csongor        |
| Augie Anderson                   | Tom Kenny                             | Turi Bálint           |
| Mudsy Muddlemore                 | Tom Kenny                             | Kapácsy Miklós        |
| AJ Dobbs / Pazzo, a szellembohóc | Dee Bradley Baker                     | Kapácsy Miklós        |
| Mr. Peebles                      | Billy West                            | Kapácsy Miklós        |
| Skip Gilroy                      | Billy West                            | Berkes Bence          |
| Ebb                              | Billy West                            | Sótonyi Gábor         |
| Pete és Pete                     | Frank Welker Kevin Michael Richardson | Kisfalusi Lehel       |
| Flavius                          | Phil LaMarr                           | Kisfalusi Lehel       |
| kurátor                          | Phil LaMarr                           | Gubányi György István |
| Nagy Bob McAllister              | Kevin Michael Richardson              | Bolla Róbert          |
| múzeumigazgató                   | Keith Ferguson                        | Bolla Róbert          |
| Meghan                           | Kari Wahlgren                         | Andrádi Zsanett       |
| Kelly                            | Grey DeLisle                          | Andrádi Zsanett       |
| takarító                         | Grey DeLisle                          | Pekár Adrienn         |
| öreg néni                        | Grey DeLisle                          | Halász Aranka         |
| Olga                             | Grey DeLisle                          | Pupos Tímea           |
| Jeanene                          | Grey DeLisle                          | Kokas Piroska         |
| Teddy Maci / Joker / A csínytevő | Mark Hamill                           | Elek Ferenc           |
| Joker                            | Mark Hamill                           | Gáspár András         |
| Jimmy, a kertész                 | Jess Harnell                          | Németh Gábor          |
| Baz Bozzington                   | John DiMaggio                         | Orosz István          |
| Mr. Monday                       | Robin Atkin Downes                    | Imre István           |
| Mr. Wilkins                      | Robin Atkin Downes                    | Törköly Levente       |
| Goldgraber polgármester          | Dee Bradley Baker                     | Törköly Levente       |
| Jude                             | Dee Bradley Baker                     | Szentirmai Zsolt      |
| Marla                            | Rachel Kimsey                         | Nádorfi Krisztina     |
| szállító                         | Matthew Lillard                       | Pipó László           |
| séf                              | Stephen Stanton                       | Posta Victor          |

## Epizódok
| Évad | Évad | Epizódok | Eredeti sugárzás | Eredeti sugárzás | Magyar sugárzás   | Magyar sugárzás   |
| Évad | Évad | Epizódok | Évadpremier      | Évadfinálé       | Évadpremier       | Évadfinálé        |
| ---- | ---- | -------- | ---------------- | ---------------- | ----------------- | ----------------- |
|      | 1    | 26       | 2019. június 27. | 2020. július 2.  | 2019. október 7.  | 2020. október 26. |
|      | 2    | 26       | 2020. október 1. | 2021. október 1. | 2020. október 27. | 2021. május 15.   |

### 1. évad
| #   | #   | Eredeti cím                                    | Magyar cím                         | Sztárvendég                       | Rendező      | Író                                  | Eredeti premier      | Magyar premier    |
| --- | --- | ---------------------------------------------- | ---------------------------------- | --------------------------------- | ------------ | ------------------------------------ | -------------------- | ----------------- |
| 1.  | 1.  | Revenge of the Swamp Monster!                  | Golflabda és lápi rém              | Chris Paul                        | Jae Kim      | Michael Ryan                         | 2019. június 27.     | 2019. október 11. |
| 2.  | 2.  | A Mystery Solving Gang Divided                 | Két csapat, ha összefog            | Abraham Lincoln                   | Frank Paur   | Mark Hoffmeier                       | 2019. július 2.      | 2019. október 10. |
| 3.  | 3.  | Peebles' Pet Shop of Terrible Terrors!         | Rémségek kicsiny állatkereskedése  | Wanda Sykes                       | Mike Milo    | Caroline Farah                       | 2019. július 11.     | 2019. október 12. |
| 4.  | 4.  | Elementary, My Dear Shaggy!                    | Elementáris, kedves Bozont!        | Sherlock Holmes                   | Mike Milo    | Michael Ryan                         | 2019. július 18.     | 2019. október 8.  |
| 5.  | 5.  | Ollie Ollie In-Come Free!                      | Cica-mica                          | Ricky Gervais                     | Mike Milo    | Mike Ryan                            | 2019. július 25.     | 2019. október 13. |
| 6.  | 6.  | The Scooby of a Thousand Faces!                | Ezerarcú Scooby-Doo                | Csodanő                           | Gavin Dell   | Caroline Farah                       | 2019. augusztus 1.   | 2019. október 9.  |
| 7.  | 7.  | The Cursed Cabinet of Professor Madds Markson! | Madds Markson szekrénytrükkje      | Penn Jillette & Teller            | Frank Paur   | Michael Ryan                         | 2019. augusztus 8.   | 2019. október 14. |
| 8.  | 8.  | When Urkel-Bots Go Bad!                        | Az elszabadult robot               | Steve Urkel                       | Mike Milo    | Thomas Krajewski                     | 2019. augusztus 15.  | 2019. október 16. |
| 9.  | 9.  | The Fastest Fast Food Fiend!                   | Sültkrumpli eső                    | Jim Gaffigan                      | Frank Paur   | Caroline Farah                       | 2019. augusztus 22.  | 2019. október 17. |
| 10. | 10. | Attack of the Weird Al-Losaurus!               | A dínók támadása                   | “Weird Al” Yankovic               | Gavin Dell   | Mark Hoffmeier                       | 2019. augusztus 29.  | 2019. október 15. |
| 11. | 11. | Now You Sia, Now You Don't!                    | Ékkő és csemege                    | Sia                               | Mike Milo    | Caroline Farah                       | 2019. szeptember 5.  | 2019. október 18. |
| 12. | 12. | Quit Clowning!                                 | Ne bohóckodjunk!                   | Kenan Thompson                    | Sean Bishop  | Annalise LaBianco & Jeffery Spancer  | 2019. szeptember 12. | 2020. április 20. |
| 13. | 13. | What a Night For a Dark Knight!                | A sötét lovag éjszakája            | Batman                            | Chris Bailey | Michael Ryan                         | 2019. szeptember 19. | 2019. október 7.  |
| 14. | 14. | The Nightmare Ghost of Psychic U               | A látnoki egyetem szelleme         | Whoopi Goldberg                   | Frank Paur   | Caroline Farah                       | 2020. július 2.      | 2019. október 19. |
| 15. | 15. | The Sword, the Fox, and the Scooby-Doo!        | Egy kard, egy róka, egy Scooby     | Mark Hamill                       | Mike Milo    | Thomas Krajewski                     | 2020. július 2.      | 2020. április 21. |
| 16. | 16. | One Minute Mysteries!                          | Egyperces rejtélyek                | Flash                             | Sean Bishop  | Michael Ryan                         | 2020. július 2.      | 2020. április 22. |
| 17. | 17. | Hollywood Knights!                             | A szellemlovag háza                | George Takei                      | Mike Milo    | Michael Ryan                         | 2020. július 2.      | 2020. április 23. |
| 18. | 18. | The New York Underground!                      | New York alagútjai                 | Halsey                            | Frank Paur   | Michael Ryan                         | 2020. július 2.      | 2020. április 24. |
| 19. | 19. | Fear of the Fire Beast!                        | A tűzszörnyeteg riadalma           | Steve Buscemi                     | Frank Paur   | Caroline Farah                       | 2020. július 2.      | 2020. április 25. |
| 20. | 20. | Too Many Dummies!                              | Túl sok a báb                      | Jeff Dunham & Darci Lynne Farmer  | Sean Bishop  | Michael Ryan                         | 2020. július 2.      | 2020. április 26. |
| 21. | 21. | Dance Matron of Mayhem!                        | A morcos matrona mániája           | Maddie Ziegler                    | Mike Milo    | Caroline Farah                       | 2020. július 2.      | 2020. április 27. |
| 22. | 22. | The Wedding Witch of Wainsly Hall!             | Wainsly Hall esküvői boszorkánya   | Jeff Foxworthy                    | Frank Paur   | Michael Ryan                         | 2020. július 2.      | 2020. április 28. |
| 23. | 23. | A Run Cycle Through Time!                      | Időkanyar                          | Malcolm McDowell                  | Sean Bishop  | Benjamin Townsend                    | 2020. július 2.      | 2020. április 29. |
| 24. | 24. | I Put A Hex On You!                            | Átkot bocsátok rád                 | The Hex Girls (Luna, Thorn, Dusk) | Frank Paur   | Thomas Krajewski                     | 2020. július 2.      | 2020. április 30. |
| 25. | 25. | The High School Wolfman's Musical Lament!      | Musical: A gimis farkasember bálja | Christian Slater                  | Mike Milo    | Michael Ryan                         | 2020. július 2.      | 2020. május 1.    |
| 26. | 26. | Space Station Scooby!                          | Űratka                             | Neil deGrasse Tyson & Bill Nye    | Mike Milo    | Annalisa LaBianco és Jeffery Spencer | 2020. július 2.      | 2020. október 26. |

### 2. évad
| #   | #   | Eredeti cím                                             | Magyar cím                        | Sztárvendég                                               | Rendező                       | Író                               | Eredeti premier    | Magyar premier    |
| --- | --- | ------------------------------------------------------- | --------------------------------- | --------------------------------------------------------- | ----------------------------- | --------------------------------- | ------------------ | ----------------- |
| 27. | 1.  | The Phantom, the Talking Dog and the Hot Hot Hot Sauce! | Csípős szósz                      | Kacey Musgraves                                           | Frank Paur                    | Thomas Krajewski                  | 2020. október 1.   | 2020. október 28. |
| 28. | 2.  | The Last Inmate!                                        | Az utolsó rab                     | Morgan Freeman                                            | Sean Bishop                   | Michael Ryan                      | 2020. október 1.   | 2021. május 3.    |
| 29. | 3.  | The Horrible Haunted Hospital of Dr. Phineas Phrag!     | A kórház kísértete                | Kristen Schaal                                            | Sean Bishop                   | Caroline Farah                    | 2020. október 1.   | 2020. október 27. |
| 30. | 4.  | The Hot Dog Dog!                                        | A hot-dog bajnok                  | Joey Chestnut                                             | Mike Milo                     | Benjamin Townsend                 | 2020. október 1.   | 2020. október 29. |
| 31. | 5.  | A Moveable Mystery!                                     | Káosz a kifutón                   | Gigi Hadid                                                | Sean Bishop                   | Caroline Farah                    | 2020. október 1.   | 2020. október 30. |
| 32. | 6.  | The Feast of Dr. Frankenfooder!                         | Eleven eledel                     | Alton Brown                                               | Frank Paur                    | Ben Lapides                       | 2020. október 1.   | 2020. október 31. |
| 33. | 7.  | A Fashion Nightmare!                                    | Divat kísértet                    | Tim Gunn                                                  | Mike Milo                     | Rob Hoegee                        | 2020. október 1.   | 2020. november 1. |
| 34. | 8.  | Scooby on Ice!                                          | Rém a jégen                       | Tara Lipinski                                             | Sean Bishop                   | Laura Sreebny                     | 2020. október 1.   | 2020. november 2. |
| 35. | 9.  | Caveman on the Half Pipe!                               | Lavinák laka                      | Chloe Kim                                                 | Frank Paur                    | Michael Ryan                      | 2020. október 1.   | 2020. november 3. |
| 36. | 10. | The Crown Jewel of Boxing!                              | Box-babák                         | Laila Ali                                                 | Mike Milo                     | Caroline Farah                    | 2020. október 1.   | 2020. november 4. |
| 37. | 11. | The Internet on Haunted House Hill!                     | Pizzarejtély                      | Liza Koshy                                                | Sean Bishop                   | Benjamin Townsend                 | 2020. október 1.   | 2020. november 5. |
| 38. | 12. | The 7th Inning Scare!                                   | Feldob, elkap                     | Macklemore                                                | Frank Paur                    | Ben Lapides                       | 2020. október 1.   | 2020. november 6. |
| 39. | 13. | The Dreaded Remake of Jekyll & Hyde!                    | Szeretem Kaliforniát              | Sandy Duncan                                              | Mike Milo                     | Caroline Farah                    | 2020. október 1.   | 2020. november 7. |
| 40. | 14. | Total Jeopardy!                                         | Totális kockázat                  | Alex Trebek                                               | Frank Paur                    | Ben Lapides                       | 2020. november 13. | 2021. május 9.    |
| 41. | 15. | Dark Diner of Route 66!                                 | Bajos büfé a 66-os úton           | Axl Rose                                                  | Mike Milo                     | Caroline Farah                    | 2021. február 25.  | 2021. május 12.   |
| 42. | 16. | Lost Soles of Jungle River!                             | Egy cipőbolond naplója            | Jason Sudeikis                                            | Frank Paur                    | Michael Ryan és Benjamin Townsend | 2021. október 1.   | 2020. november 8. |
| 43. | 17. | The Tao of Scoob!                                       | A Scoob-féle Taó                  | Lucy Liu                                                  | Mike Milo                     | Caroline Farah                    | 2021. október 1.   | 2021. május 4.    |
| 44. | 18. | Returning of the Key Ring!                              | A kulcskarika szövetsége          | Sean Astin                                                | Sean Bishop                   | Benjamin Townsend                 | 2021. október 1.   | 2021. május 5.    |
| 45. | 19. | Cher, Scooby, and the Sargasso Sea!                     | Cher, Scooby és a Sargasso-tenger | Cher                                                      | Frank Paur                    | Caroline Farah                    | 2021. október 1.   | 2021. május 6.    |
| 46. | 20. | The Lost Mines of Kilimanjaro!                          | A Kilimandzsáró elveszett bányái  | Jessica Biel                                              | Mike Milo                     | Caroline Farah                    | 2021. október 1.   | 2021. május 7.    |
| 47. | 21. | The Legend of the Gold Microphone!                      | Az arany mikrofon legendája       | Joseph Simmons                                            | Frank Paur                    | Michael Ryan                      | 2021. október 1.   | 2021. május 8.    |
| 48. | 22. | Scooby-Doo and the Sky Town Cool School!                | Égiváros Csúcs Sulija             | Billy Dee Williams                                        | Sean Bishop és Kexx Singleton | Michael Ryan                      | 2021. október 1.   | 2021. május 10.   |
| 49. | 23. | Falling Star Man!                                       | Lény a csillagok közül            | Terry Bradshaw                                            | Sean Bishop és Kexx Singleton | Michael Ryan                      | 2021. október 1.   | 2021. május 11.   |
| 50. | 24. | A Haunt of a Thousand Voices!                           | Kísértethangok árja               | Frank Welker, Grey DeLisle, Matthew Lillard, Kate Micucci | Frank Paur                    | Michael Ryan                      | 2021. október 1.   | 2021. május 15.   |
| 51. | 25. | Scooby-Doo, Dog Wonder!                                 | Csoda-Scooby                      | Kék Sólyom, Robokuty                                      | Mike Milo                     | Michael Ryan                      | 2021. október 1.   | 2021. május 13.   |
| 52. | 26. | The Movieland Monsters!                                 | Tévé- és moziszörnyek földje      | Carol Burnett                                             | Kexx Singleton                | Caroline Farah                    | 2021. október 1.   | 2021. május 14.   |